# Алессандра Аморозо
Алессандра Аморозо (італ. Alessandra Amoroso; нар. 12 серпня 1986, Галатіна, Лечче) — італійська співачка, виконавиця поп та соул музики. Переможниця італійського талант-шоу «Amici di Maria De Filippi» 2009 року.

## Біографія
Алессандра Амарозо народилася в італійській Галатіні 1986 року. З ранніх років брала участь у місцевих вокальних конкурсах. 2007 року взяла участь у конкурсі Fiori di Pesco, де посіла 1 місце. Згодом пройшла кастинг в шоу «Amici di Maria De Filippi» сезону 2008—2009 року, потрапила до фіналу проекту і зрештою здобула перемогу.
Її перший сингл «Stupida» мав приголомшливий успіх, він став двічі платиновим, продано понад 200 000 копій, завдяки чому Алессандра номінована на премію Wind Music Awards 2009. З березня по вересень 2009 року тривав гастрольний тур «Stupida Tour», паралельно відбувся концертний тур, організований проектом «Amici di Maria De Filippi».
25 вересня 2009 відбувся реліз альбому під назвою «Senza Nuvole». З перших днів пісні альбому займали перші місця в італійських хіт-парадах, випереджуючи навіть інтернаціональних виконавців, а пісня «Senza Nuvole» стала саунд-треком фільму «Amore 14» режисеру Федеріко Моччіа. В січні окремим синглом випущена пісня «Mi sei venuto a cercare tu». Також в січні 2010 року Алессандра розпочався тримісячний тур «Senza Nuvole Live Tour». Альбом знову став мультиплатиновим, а Алессандра здобула нагороду Wind Music Awards. 4 липня розпочався новий тур «Un'Estate Senza Nuvole Live Tour», що завершився у вересні.
В жовтні 2010 року вийшов третій альбом співачки «Il Mondo In Un Secondo».

## Дискографія
Альбоми
- 2009 — Senza nuvole (ITA : 3x платиновий 210,000+)[12][13][13]
- 2010 — Il mondo in un condo (ITA : 2x платиновий 120,000+)

Міні-альбом
- 2009 —  Stupida (ITA : 2x платиновий 200,000+)[14][12]

Сингли
| Рік  | Пісня                      | Пікова позиція | Пікова позиція |
| Рік  | Пісня                      | ITA            | CH             |
| ---- | -------------------------- | -------------- | -------------- |
| 2009 | Immobile                   | 1              | -              |
| 2009 | Stupida                    | 1              | 64             |
| 2009 | Estranei a partire da ieri | 6              | -              |
| 2009 | Senza nuvole               | 6              | -              |
| 2010 | Mi sei venuto a cercare tu | -              | -              |
| 2010 | Arrivi tu                  | -              | -              |
| 2010 | La mia storia con te       | 2              | -              |
| 2010 | Urlo e non mi senti        | -              | -              |
| 2011 | Niente                     | -              | -              |

### Відеокліпи
| Рік  | Відеокліп                  | Режисер          | Тривалість  |
| ---- | -------------------------- | ---------------- | ----------- |
| 2009 | Stupida                    | Gaetano Morbioli | 3 хв : 37 с |
| 2009 | Estranei a partire da ieri | Gaetano Morbioli | 4 хв : 08 с |
| 2009 | Senza nuvole               | Pat Marrone      | 3 хв : 48 с |
| 2010 | Arrivi tu                  | Gaetano Morbioli | 3 хв : 37 с |
| 2010 | La mia storia con te       | Jansen & Basile  | 3 хв : 51 с |
| 2010 | Urlo e non mi senti        | Roberto Saku     | 3 хв : 29 с |

### Співпраця
| Рік  | Пісня            | Виступ із        | Альбом                 |
| ---- | ---------------- | ---------------- | ---------------------- |
| 2009 | Credo nell'amore | Джанні Моранді   | Canzoni da non perdere |
| 2009 | Un solo mondo    | Клаудіо Бальйоні | Q.P.G.A.               |
| 2009 | Questo natale    | Deejay All Stars | Questo natale          |

### Компіляції
| Рік  | Пісня                      | Компіляція                  |
| ---- | -------------------------- | --------------------------- |
| 2009 | Find A Way                 | Scialla                     |
| 2009 | Immobile                   | Scialla                     |
| 2009 | Stella incantevole         | Scialla                     |
| 2009 | Senza nuvole               | Amore 14 Compilation        |
| 2009 | Stupida                    | Strike!                     |
| 2010 | Stupida                    | Radio Italia Estate         |
| 2010 | Estranei a partire da ieri | Radio Bruno compilation     |
| 2010 | Arrivi tu                  | TRL On the Road Compilation |

### DVD
як гостя
- 2009 — Grazie a tutti — il concerto CD e DVD (CD + DVD) Джанні Моранді
- 2010 — Q.P.G.A. Filmopera (double DVD) Клаудіо Багліоні
- 2010 — Amiche per l'Abruzzo (double DVD)